# Frans Withoos
Frans Withoos (Amersfoort, ged. 16 juni 1665 - Hoorn, 1705) was een Nederlands kunstschilder en tekenaar uit de periode van de Gouden Eeuw. Hij was de derde zoon van Matthias Withoos, die ook zijn leermeester was. Hij vervaardigde stillevens en vooral afbeeldingen van planten en insecten in aquarel en olieverf, zoals ook andere kinderen uit het kunstenaarsgezin Withoos deden.
Frans was een broer van Johannes, Pieter, Alida en Maria Withoos, allen actief in het schildersvak en allen opgeleid (en beïnvloed) door hun vader.
Withoos vertrok rond 1690 naar Batavia, waar hij de gunst verwierf van Johannes Camphuys, die destijds gouverneur-generaal van Nederlands-Indië was. Deze zette hem aan het tekenen van planten, vogels, insecten en andere dieren en betaalde hem daar goed voor. Rond 1700 keerde hij in goeden doen terug naar Hoorn, waar hij in 1705 overleed.